# Snowtown
Snowtown – miasto w Australii, w stanie Australia Południowa.